# Улица Эписери, Руан (эффект солнечного света)
«Улица Эписери, Руан (эффект солнечного света)» — картина художника-импрессиониста Камиля Писсарро, принадлежащая к позднему периоду его творчества.

## «Я нашёл прекрасное место!»
Впервые Писсарро случилось работать в Руане в 1883 году, но он дважды (в 1896 и 1898 гг.) возвращался сюда, вдохновлённый серией картин Клода Моне, посвящённых Руанскому собору, о которых сам Камиль отзывался крайне восторженно. Во время своего последнего пребывания в Руане, с июля по октябрь 1898, он, согласно собственным словам, «распознал все возможные местные сюжеты и темы для картин». Как бы то ни было, Писсарро написал множество схожих городских пейзажей, оттачивая мастерство, с целью найти совершенно новые виды Руана, доселе никем не изображённые. 19 августа 1898 году он напишет в письме своему сыну Люсьену: «Вчера я нашёл прекрасное место, с которого я могу нарисовать и улицу Эписери, и даже рынок, который каждую пятницу собирается на площади От-Вьей-Тур». В конце концов Писсарро напишет три вида улицы Эписери, однако «Руан, улица Эписери (эффект солнечного света)» окажется единственной, запечатлевшей рынок в живом движении.

## Двойное название
Судя по всему, столь длинное название картине дал не сам художник. Продавцы картин, маршаны, видели несколько картин с Руанским собором и заметили, что одна отличается именно эффектом солнечного освещения, который всецело характерен для этого произведения Писсарро. Так, скорее всего, и возникло второе название картины.
Улица Эписери тянется к собору сквозь Старый рынок Руана — на полотне как раз изображена рыночная толпа. На какое-то мгновение ветер разогнал тучи, и внезапно появившиеся солнечные лучи сделали мрачно-серые стены светлыми и уютными. Камиль Писсарро приложил все усилия, дабы эффект солнечного света его картину больше не покидал.